# اندیس تراورتن خضرآباد
تراورتن خضرآباد* یک اندیس مصالح ساختمانی است که در حوالی شهر خضر آباد استان یزد قرار دارد و مادهٔ معدنی موجود در آن، تراورتن است.